# Wioślarstwo na Letnich Igrzyskach Olimpijskich 2020 – dwójka podwójna wagi lekkiej kobiet
Rywalizacja w dwójce podwójnej wagi lekkiej kobiet w wioślarstwie na Letnich Igrzyskach Olimpijskich 2020 rozgrywana była między 24 a 29 lipca na Sea Forest Waterway.
Do zawodów zgłoszonych zostało 18 osad.

## Terminarz
Wszystkie godziny podane są w czasie brazylijskim (UTC+09:00).
| Data          | Godzina           |                         |
| Data          | UTC+09:00         |                         |
| ------------- | ----------------- | ----------------------- |
| 24 lipca 2021 | 10:20             | Eliminacje              |
| 25 lipca 2021 | 10:20             | Repasaże                |
| 28 lipca 2021 | 11:40             | Półfinały               |
| 29 lipca 2021 | 09:00 10:10 11:30 | Finał B Finał A Finał C |

## Wyniki

### Eliminacje
Do półfinałów A/B awansowały dwie pierwsze osady z każdego biegu. Pozostałe osady wzięły udział w repasażach.
Bieg 1
| Pozycja | Tor | Zawodniczki                        | Reprezentacja     | Czas    | Uwagi |
| ------- | --- | ---------------------------------- | ----------------- | ------- | ----- |
| 1.      | 2   | Laura Tarantola Claire Bové        | Francja           | 7:03,47 | Q     |
| 2.      | 1   | Valentina Rodini Federica Cesarini | Włochy            | 7:04,66 | Q     |
| 3.      | 6   | Mary Reckford Michelle Sechser     | Stany Zjednoczone | 7:05,30 |       |
| 4.      | 3   | Patricia Merz Frédérique Rol       | Szwajcaria        | 7:08,66 |       |
| 5.      | 4   | Aoife Casey Margaret Cremen        | Irlandia          | 7:17,67 |       |
| 6.      | 5   | Mutiara Rahma Putri Melani Putri   | Indonezja         | 7:52,57 |       |

Bieg 2
| Pozycja | Tor | Zawodniczki                         | Reprezentacja | Czas    | Uwagi |
| ------- | --- | ----------------------------------- | ------------- | ------- | ----- |
| 1.      | 4   | Marieke Keijser Ilse Paulis         | Holandia      | 7:07,73 | Q     |
| 2.      | 1   | Jill Moffatt Jennifer Casson        | Kanada        | 7:11,30 | Q     |
| 3.      | 6   | Chiaki Tomita Ayami Oishi           | Japonia       | 7:22,47 |       |
| 4.      | 5   | Lường Thị Thảo Đinh Thị Hảo         | Wietnam       | 7:36,21 |       |
| 5.      | 3   | Nour El-Houda Ettaieb Khadija Krimi | Tunezja       | 7:39,61 |       |
| 6.      | 2   | Yulisa López Jennieffer Zúñiga      | Gwatemala     | 7:53,35 |       |

Bieg 3
| Pozycja | Tor | Zawodniczki                               | Reprezentacja               | Czas    | Uwagi |
| ------- | --- | ----------------------------------------- | --------------------------- | ------- | ----- |
| 1.      | 1   | Ionela-Livia Lehaci Gianina-Elena Beleagă | Rumunia                     | 7:01,74 | Q     |
| 2.      | 5   | Emily Craig Imogen Grant                  | Wielka Brytania             | 7:03,29 | Q     |
| 3.      | 4   | Anastasia Lebiediewa Maria Batalowa       | Rosyjski Komitet Olimpijski | 7:07,67 |       |
| 4.      | 3   | Ina Nikulina Alena Furman                 | Białoruś                    | 7:10,15 |       |
| 5.      | 2   | Valentina Cavallar Louisa Altenhuber      | Austria                     | 7:26,22 |       |
| 6.      | 6   | Milka Kraljev Evelyn Silvestro            | Argentyna                   | 7:29,27 |       |

### Repasaże
Trzy pierwsze osoady awansowały do półfinałów A/B. Pozostałe osady awansowały do finału C.
Repasaż 1
| Pozycja | Tor | Zawodniczki                         | Reprezentacja     | Czas    | Uwagi |
| ------- | --- | ----------------------------------- | ----------------- | ------- | ----- |
| 1.      | 4   | Mary Reckford Michelle Sechser      | Stany Zjednoczone | 7:21,25 | Q     |
| 2.      | 2   | Ina Nikulina Alena Furman           | Białoruś          | 7:26,99 | Q     |
| 3.      | 3   | Chiaki Tomita Ayami Oishi           | Japonia           | 7:34,45 | Q     |
| 4.      | 1   | Milka Kraljev Evelyn Silvestro      | Argentyna         | 7:39,53 | FC    |
| 5.      | 5   | Nour El-Houda Ettaieb Khadija Krimi | Tunezja           | 7:54,95 | FC    |
| 6.      | 6   | Mutiara Rahma Putri Melani Putri    | Indonezja         | 8:03,19 | FC    |

Repasaż 2
| Pozycja | Tor | Zawodniczki                          | Reprezentacja               | Czas    | Uwagi |
| ------- | --- | ------------------------------------ | --------------------------- | ------- | ----- |
| 1.      | 4   | Patricia Merz Frédérique Rol         | Szwajcaria                  | 7:22,02 | Q     |
| 2.      | 3   | Anastasia Lebiediewa Maria Batalowa  | Rosyjski Komitet Olimpijski | 7:22,72 | Q     |
| 3.      | 5   | Aoife Casey Margaret Cremen          | Irlandia                    | 7:23,46 | Q     |
| 4.      | 1   | Valentina Cavallar Louisa Altenhuber | Austria                     | 7:42,31 | FC    |
| 5.      | 2   | Lường Thị Thảo Đinh Thị Hảo          | Wietnam                     | 7:53,69 | FC    |
| 6.      | 6   | Yulisa López Jennieffer Zúñiga       | Gwatemala                   | 8:13,27 | FC    |

### Półfinały

#### Półfinały A/B
Trzy pierwsze osady z każdego z półfinałów awansowały do finału A. Pozostałe osoady awansowały do finału B.
Półfinał 1
| Pozycja | Tor | Zawodniczki                  | Reprezentacja   | Czas    | Uwagi |
| ------- | --- | ---------------------------- | --------------- | ------- | ----- |
| 1.      | 5   | Emily Craig Imogen Grant     | Wielka Brytania | 6:41,99 |       |
| 2.      | 3   | Laura Tarantola Claire Bové  | Francja         | 6:42,92 |       |
| 3.      | 4   | Marieke Keijser Ilse Paulis  | Holandia        | 6:43,85 |       |
| 4.      | 2   | Patricia Merz Frédérique Rol | Szwajcaria      | 6:48,92 |       |
| 5.      | 1   | Aoife Casey Margaret Cremen  | Irlandia        | 6:49,24 |       |
| 6.      | 6   | Ina Nikulina Alena Furman    | Białoruś        | 6:54,78 |       |

Półfinał 2
| Pozycja | Tor | Zawodniczki                               | Reprezentacja               | Czas    | Uwagi |
| ------- | --- | ----------------------------------------- | --------------------------- | ------- | ----- |
| 1.      | 4   | Valentina Rodini Federica Cesarini        | Włochy                      | 6:41,36 |       |
| 2.      | 5   | Mary Reckford Michelle Sechser            | Stany Zjednoczone           | 6:41,54 |       |
| 3.      | 3   | Ionela-Livia Lehaci Gianina-Elena Beleagă | Rumunia                     | 6:42,08 |       |
| 4.      | 1   | Anastasia Lebiediewa Maria Batalowa       | Rosyjski Komitet Olimpijski | 6:45,23 |       |
| 5.      | 6   | Chiaki Tomita Ayami Oishi                 | Japonia                     | 6:56,52 |       |
| 6.      | 2   | Jill Moffatt Jennifer Casson              | Kanada                      | 7:00,82 |       |

### Finały
Finał C
| Pozycja | Tor | Zawodniczki                          | Reprezentacja | Czas    | Uwagi |
| ------- | --- | ------------------------------------ | ------------- | ------- | ----- |
| 1.      | 3   | Milka Kraljev Evelyn Silvestro       | Argentyna     | 7:19,05 |       |
| 2.      | 4   | Valentina Cavallar Louisa Altenhuber | Austria       | 7:22,25 |       |
| 3.      | 2   | Lường Thị Thảo Đinh Thị Hảo          | Wietnam       | 7:27,51 |       |
| 4.      | 5   | Nour El-Houda Ettaieb Khadija Krimi  | Tunezja       | 7:15,25 |       |
| 5.      | 1   | Mutiara Rahma Putri Melani Putri     | Indonezja     | 7:05,82 |       |
| 6.      | 6   | Yulisa López Jennieffer Zúñiga       | Gwatemala     | 7:25,06 |       |

Finał B
| Pozycja | Tor | Zawodniczki                         | Reprezentacja               | Czas    | Uwagi |
| ------- | --- | ----------------------------------- | --------------------------- | ------- | ----- |
| 1.      | 3   | Patricia Merz Frédérique Rol        | Szwajcaria                  | 6:49,16 |       |
| 2.      | 5   | Aoife Casey Margaret Cremen         | Irlandia                    | 6:49,90 |       |
| 3.      | 4   | Anastasia Lebiediewa Maria Batalowa | Rosyjski Komitet Olimpijski | 6:51,65 |       |
| 4.      | 2   | Chiaki Tomita Ayami Oishi           | Japonia                     | 6:54,94 |       |
| 5.      | 6   | Ina Nikulina Alena Furman           | Białoruś                    | 6:57,84 |       |
| 6.      | 1   | Jill Moffatt Jennifer Casson        | Kanada                      | 6:59,72 |       |

Finał A
| Pozycja | Tor | Zawodniczki                               | Reprezentacja     | Czas    | Uwagi |
| ------- | --- | ----------------------------------------- | ----------------- | ------- | ----- |
| złoto   | 4   | Valentina Rodini Federica Cesarini        | Włochy            | 6:47,54 |       |
| srebro  | 2   | Laura Tarantola Claire Bové               | Francja           | 6:47,68 |       |
| brąz    | 1   | Marieke Keijser Ilse Paulis               | Holandia          | 6:48,03 |       |
| 4.      | 3   | Emily Craig Imogen Grant                  | Wielka Brytania   | 6:48,04 |       |
| 5.      | 5   | Mary Reckford Michelle Sechser            | Stany Zjednoczone | 6:48,54 |       |
| 6.      | 6   | Ionela-Livia Lehaci Gianina-Elena Beleagă | Rumunia           | 6:49,40 |       |